# Bęben (architektura)

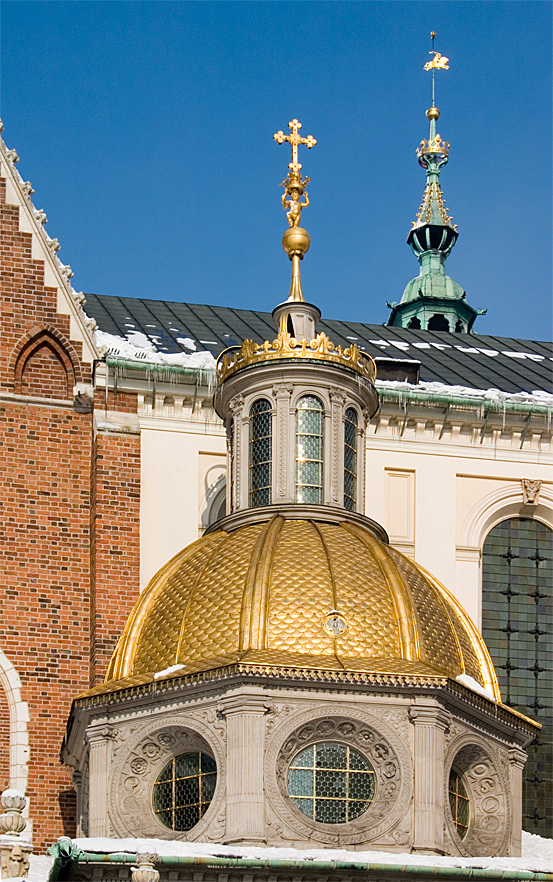
Kopuła Kaplicy Zygmuntowskiej na Wawelu, wyróżnia się ośmioboczny bęben przepruty okrągłymi oknami

Bęben (tambur) – część budynku na rzucie koła, wieloboku lub elipsy, stanowiąca podbudowę pod kopułę lub hełm. 
Często w ścianach bębna umieszczane były okna, będące głównym źródłem światła dziennego, które doświetlały przestrzeń pod kopułą. Bęben jest elementem architektonicznym charakterystycznym dla architektury wczesnochrześcijańskiej, bizantyjskiej (średniowiecznych budowli w Grecji i Armenii) oraz dla architektury renesansu, baroku i klasycyzmu.